# Porsche Tennis Grand Prix 2011
Porsche Tennis Grand Prix 2011 — жіночий тенісний турнір, що проходив на закритих ґрунтових кортах. Це був 34-й за ліком Porsche Tennis Grand Prix. Належав до категорії Premier у рамках Туру WTA 2011. Відбувся на Porsche Arena в Штутгарті (Німеччина). Тривав з 16 до 24 квітня 2011 року.

## Розподіл призових грошей і очок

### Розподіл очок
| Стадія                       | Одиночний розряд | Парний розряд |
| ---------------------------- | ---------------- | ------------- |
| Перемога                     | 470              | 470           |
| Фінал                        | 320              | 320           |
| півфінал                     | 200              | 200           |
| чвертьфінал                  | 120              | 120           |
| 1/8 фіналу                   | 60               | 1             |
| 1/16 фіналу                  | 1                | –             |
| кваліфаєр                    | 20               | –             |
| Фінальний раунд кваліфікації | 12               | –             |
| 2-й раунд кваліфікації       | 8                | –             |
| 1-й раунд кваліфікації       | 1                | –             |

### Призові гроші
Загальний призовий фонд турніру становив $721,000.
| Стадія                       | Одиночний розряд | Парний розряд (на пару) |
| ---------------------------- | ---------------- | ----------------------- |
| Перемога                     | $111,000         | $35,500                 |
| Фінал                        | $60,700          | $18,500                 |
| півфінал                     | $32,500          | $9,600                  |
| чвертьфінал                  | $17,300          | $5,100                  |
| 1/8 фіналу                   | $9,525           | $2,720                  |
| 1/16 фіналу                  | $5,200           | –                       |
| Фінальний раунд кваліфікації | $2,530           | –                       |
| 2-й раунд кваліфікації       | $1,365           | –                       |
| 1-й раунд кваліфікації       | $750             | –                       |

## Учасниці

### Сіяні учасниці
| Країна    | Гравчиня           | Рейтинг1 | Сіяна |
| --------- | ------------------ | -------- | ----- |
| Данія     | Каролін Возняцкі   | 1        | 1     |
| Росія     | Віра Звонарьова    | 3        | 2     |
| Італія    | Франческа Ск'явоне | 4        | 3     |
| Білорусь  | Вікторія Азаренко  | 5        | 4     |
| Австралія | Саманта Стосур     | 6        | 5     |
| КНР       | Лі На              | 7        | 6     |
| Сербія    | Єлена Янкович      | 8        | 7     |
| Франція   | Маріон Бартолі     | 12       | 8     |

- Рейтинг подано станом на 11 квітня 2011.

### Інші учасниці
Нижче наведено учасниць, які отримали вайлд-кард на участь в основній сітці:
- Крістіна Барруа
- Сабіне Лісіцкі

Нижче наведено гравчинь, які пробились в основну сітку через стадію кваліфікації:
- Анна Чакветадзе
- Джеймі Гемптон
- Міхаелла Крайчек
- Таміра Пашек

Нижче наведено гравчинь, які потрапили в основну сітку як щасливий лузер:
- Зузана Кучова
- Беатріс Гарсія-Відагані

### Відмовились від участі
- Петра Квітова (травма поперекового відділу хребта) [3]
- Яніна Вікмаєр (травма коліна) [3]

## Переможниці та фіналістки

### Одиночний розряд
Юлія Гергес —  Каролін Возняцкі, 7–6(7–3), 6–3
- Для Гергес це був 1-й титул за рік і 2-й - за кар'єру.

### Парний розряд
Сабіне Лісіцкі /  Саманта Стосур —  Крістіна Барруа /  Ясмін Вер, 6–1, 7–6(7–5)